# Lauriano
Lauriano (piemontesisch Lavrian) ist eine Gemeinde in der italienischen Metropolitanstadt Turin (TO), Region Piemont.

## Lage und Einwohner
Lauriano liegt 33 km östlich von Turin. Das Gemeindegebiet umfasst eine Fläche von 14 km² und hat 1405 Einwohner (Stand 31. Dezember 2023).
Die Nachbargemeinden sind Verolengo, Monteu da Po, San Sebastiano da Po, Cavagnolo, Casalborgone und Tonengo.

## Geschichte

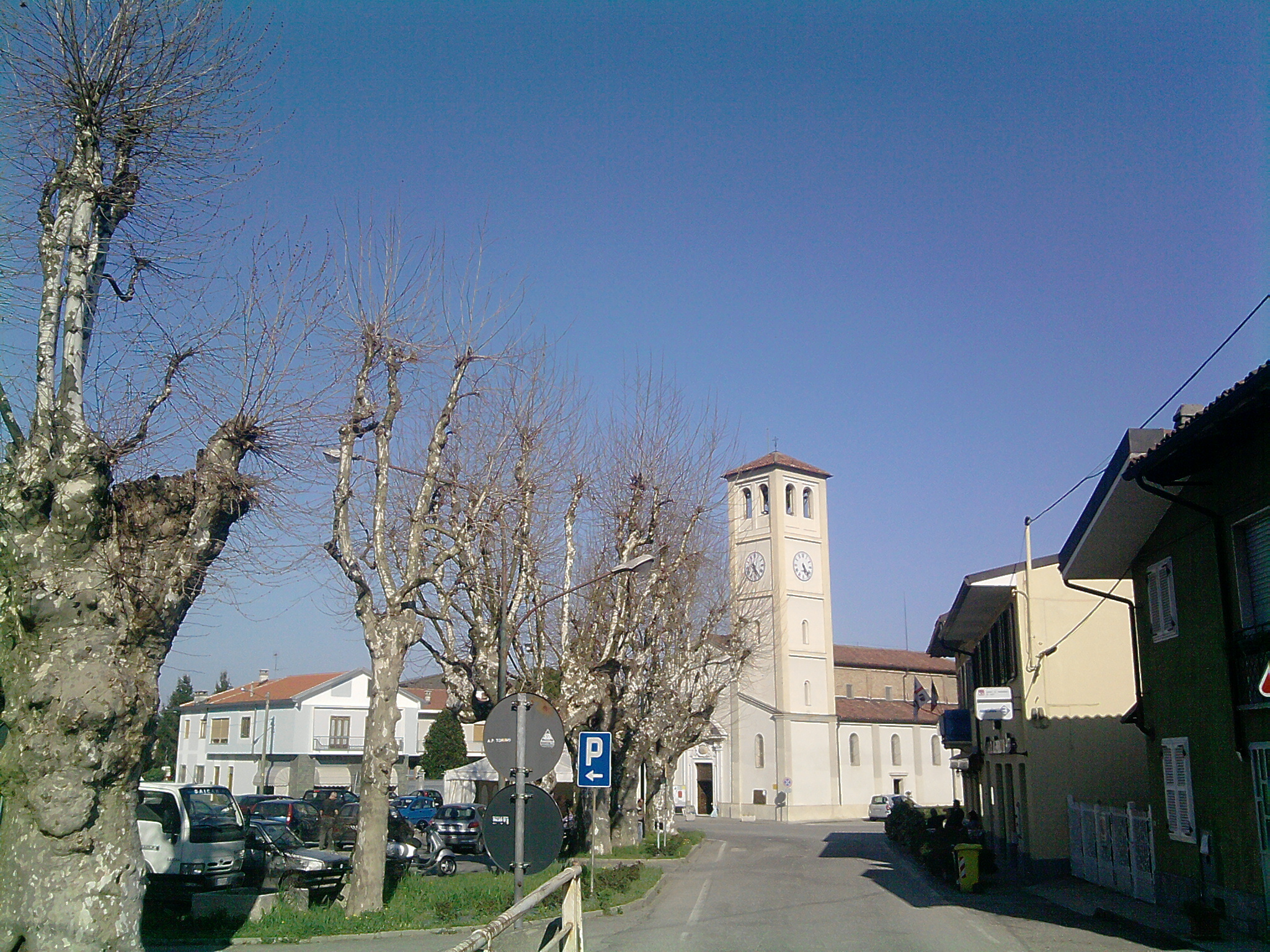
Dorfmitte

Erstmals erscheint Lauriano mit dem Namen „Lavriana“ im Edikt (7. Mai 999), das Kaiser Otto III. von Rom erließ. Im Laufe der Jahrhunderte erlebte das Dorf Lauriano viele militärische Probleme (Plünderungen, Besetzungen, Brände, Zerstörung) durch die diensthabenden Besatzer, Milizen und Soldaten, die im Monferrato und im Piemont herumzogen, insbesondere um 1625 aufgrund der Belagerungen der Burg von Verrua. Die Einwohnerzahl betrug immer knapp über tausend, auch wenn nach der großen Überschwemmung von 1835 nur noch 40 Häuser standen.

## Wirtschaft
In der Gemeinde steht eine große Industrieanlage der Luxottica-Gruppe.